# SM UC-26
SM UC-26 – niemiecki podwodny stawiacz min z okresu I wojny światowej, jedna z 64 zbudowanych jednostek typu UC II. Zwodowany 22 czerwca 1916 roku w stoczni Vulcan w Hamburgu, został przyjęty do służby w Kaiserliche Marine 18 lipca 1916 roku. Włączony w skład Flotylli Flandria, w czasie służby operacyjnej okręt odbył dziewięć patroli i misji bojowych, w wyniku których zatonęło 36 statków o łącznej pojemności 60 213 BRT i trzy okręty o łącznej wyporności 1267 ton, a pięć statków o łącznej pojemności 17 784 BRT zostało uszkodzonych. SM UC-26 został zatopiony w nocy z 8 na 9 maja 1917 roku nieopodal Calais przez brytyjski niszczyciel HMS „Milne”.

## Projekt i budowa
Dokonania pierwszych niemieckich podwodnych stawiaczy min typu UC I, a także zauważone niedostatki tej konstrukcji, skłoniły dowództwo Cesarskiej Marynarki Wojennej z admirałem von Tirpitzem na czele do działań mających na celu budowę nowego, znacznie większego i doskonalszego typu okrętu podwodnego. Opracowany latem 1915 roku projekt okrętu, oznaczonego później jako typ UC II, tworzony był równolegle z projektem przybrzeżnego torpedowego okrętu podwodnego typu UB II. Głównymi zmianami w stosunku do poprzedniej serii były: instalacja wyrzutni torpedowych i działa pokładowego, zwiększenie mocy i niezawodności siłowni oraz wzrost prędkości i zasięgu jednostki – kosztem rezygnacji z możliwości łatwego transportu kolejowego, ze względu na powiększone rozmiary.
SM UC-26 zamówiony został 29 sierpnia 1915 roku jako jedenasta jednostka z I serii okrętów typu UC II (numer projektu 41, nadany przez Inspektorat U-Bootów) w ramach wojennego programu rozbudowy floty . Został zbudowany w stoczni Vulcan w Hamburgu jako jeden z 21 okrętów typu UC II zamówionych w tej wytwórni. Stocznia oszacowała czas budowy okrętu na 8 miesięcy. UC-26 otrzymał numer stoczniowy 65 (Werk 65)  . Stępkę okrętu położono w 1915 roku , a zwodowany został 22 czerwca 1916 roku. Koszt budowy okrętu wyniósł 1 mln 727 tys. marek.

## Dane taktyczno-techniczne

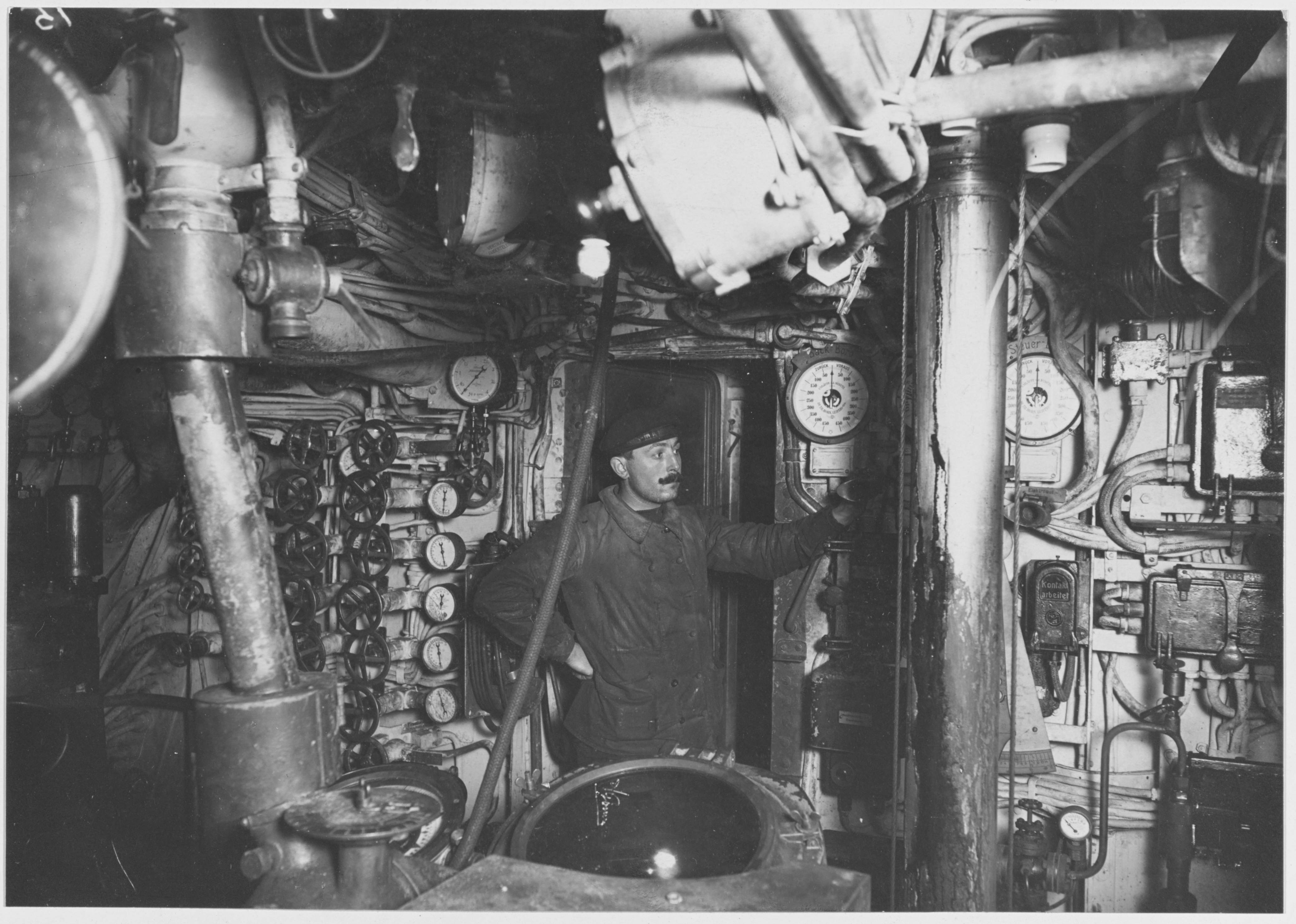
Wnętrze siostrzanego okrętu UC-58

SM UC-26 był średniej wielkości przybrzeżnym okrętem podwodnym o konstrukcji dwukadłubowej. Długość całkowita wynosiła 49,4 metra, szerokość 5,22 metra i zanurzenie 3,68 metra (wykonany ze stali kadłub sztywny miał 39,3 metra długości i 3,65 metra szerokości) . Wysokość (od stępki do szczytu kiosku) wynosiła 7,46 metra . Wyporność w położeniu nawodnym wynosiła 400 ton, a w zanurzeniu 480 ton. Jednostka miała wysoki, ostry dziób przystosowany do przecinania sieci przeciwpodwodnych; do jej wnętrza prowadziły trzy luki, zlokalizowane przed kioskiem, w kiosku i w części rufowej, prowadzący do maszynowni . Cylindryczny kiosk miał średnicę 1,4 metra i wysokość 1,8 metra, obudowany był opływową osłoną .
Okręt napędzany był na powierzchni przez dwa 6-cylindrowe, czterosuwowe silniki wysokoprężne MAN S6V23/34 o łącznej mocy 368 kW (500 KM), a pod wodą poruszał się dzięki dwóm silnikom elektrycznym SSW o łącznej mocy 340 kW (460 KM). Dwa wały napędowe obracały dwie śruby wykonane z brązu manganowego (o średnicy 1,9 metra i skoku 0,9 metra) . Okręt osiągał prędkość 11,6 węzła na powierzchni i 6,7 węzła w zanurzeniu. Zasięg wynosił 9260 Mm przy prędkości 7 węzłów w położeniu nawodnym oraz 53 Mm przy prędkości 4 węzłów pod wodą. Zbiorniki mieściły 55 ton paliwa , a energia elektryczna magazynowana była w dwóch bateriach akumulatorów 26 MAS po 62 ogniwa, zlokalizowanych pod przednim i tylnym pomieszczeniem mieszkalnym załogi. Okręt miał siedem zewnętrznych zbiorników balastowych . Dopuszczalna głębokość zanurzenia wynosiła 50 metrów , a czas wykonania manewru zanurzenia 40 sekund.
Głównym uzbrojeniem okrętu było 18 min kotwicznych typu UC/200 w sześciu skośnych szybach minowych o średnicy 100 cm, usytuowanych w podwyższonej części dziobowej jeden za drugim w osi symetrii okrętu, pod kątem do tyłu (sposób stawiania – „pod siebie”). Układ ten powodował, że miny trzeba było stawiać na zaplanowanej przed rejsem głębokości, gdyż na morzu nie było do nich dostępu; umożliwiało to jednak stawianie min w zanurzeniu, co znacznie zwiększało ich skuteczność – zwłaszcza na wodach opanowanych przez przeciwnika do działań, na których były przewidziane. Wyposażenie uzupełniały dwie zewnętrzne wyrzutnie torped kalibru 500 mm (umiejscowione powyżej linii wodnej na dziobie, po obu stronach szybów minowych), jedna wewnętrzna wyrzutnia torped kalibru 500 mm na rufie (z łącznym zapasem 7 torped) oraz umieszczone przed kioskiem działo pokładowe kalibru 88 mm L/30, z zapasem amunicji wynoszącym 130 naboi . Okręt wyposażony był w dwa peryskopy Zeissa: wachtowy i bojowy oraz radiostację z podnoszonym masztem o wysokości 10 metrów. Wyposażenie uzupełniała kotwica grzybkowa o masie 272 kg .
Załoga okrętu składała się z trzech oficerów oraz 23 podoficerów i marynarzy.

## Służba

### 1916 rok
SM UC-26 został wcielony do służby w Cesarskiej Marynarce Wojennej 18 lipca 1916 roku . Tego dnia pierwszym i jedynym dowódcą okrętu został por. mar. (niem. Oberleutnant zur See) Matthias Graf von Schmettow, wcześniej dowodzący mniejszym podwodnym stawiaczem min – UC-6 . Po okresie szkolenia okręt został 12 września przydzielony do Flotylli Flandria . 23 września na postawioną przez U-Boota minę wszedł zbudowany w 1905 roku szwedzki parowiec „Prinsessan Ingeborg” o pojemności 3670 BRT. Płynący z Londynu do Newcastle upon Tyne z ładunkiem drobnicy statek doznał uszkodzeń w odległości około 50 Mm na południowy wschód od wybrzeży East Riding of Yorkshire . 30 września w odległości 10 Mm na północny wschód od Przylądka La Hague okręt zatrzymał i po ewakuacji załogi zatopił ogniem artyleryjskim zbudowany w 1876 roku brytyjski drewniany trómasztowy szkuner „William George” (151 BRT), transportujący węgiel ze Swansea do Saint-Valery-en-Caux  . Tego dnia na postawionej przez UC-26 nieopodal Hawru minie zatonął też zbudowany w 1901 roku brytyjski parowiec „Maywood” o pojemności 1188 BRT, przewożący ładunek węgla i koksu z Newport do Hawru (nikt nie zginął)  .
Od października do grudnia UC-26 wraz z innymi podwodnymi stawiaczami min Flotylli Flandria postawiły 41 zagród minowych liczących łącznie 161 min przy brytyjskim brzegu kanału La Manche i 15 zagród liczących 72 miny u wybrzeży Francji. 1 października w odległości 20 Mm na południowy wschód od latarni morskiej Wolf Rock okręt podwodny zatopił francuski żaglowiec „Villebois Mareuil” (151 BRT) (na pozycji 49°37′N 5°36′W/49,616667 -5,600000) . W tym samym dniu na postawionej przez U-Boota nieopodal Hawru minie zatonął też zbudowany w 1912 roku uzbrojony brytyjski parowiec „Vanellus” o pojemności 1797 BRT, przewożący ropę naftową z Portishead do Rouen, a na jego pokładzie zginęły trzy osoby  . Dwa dni później w odległości 15 Mm na południowy zachód od latarni morskiej Wolf Rock okręt zatopił zbudowany w 1905 roku norweski parowiec „Ada” o pojemności 1111 BRT, przewożący ładunek rudy żelaza z Bilbao do Glasgow . 4 października w odległości 12 Mm na południowy zachód od Ouessant ten sam los spotkał zbudowany w 1916 roku norweski parowiec „Risholm” (2550 BRT), transportujący węgiel z Blyth do Bordeaux (obyło się bez strat w ludziach) . Następnego dnia w odległości 10 Mm na południowy zachód od Ouessant załoga UC-26 zatrzymała i po zejściu załogi zatopiła za pomocą ładunków wybuchowych zbudowany w 1885 roku brytyjski parowiec „Isle Of Hastings” o pojemności 1575 BRT, przewożący konserwy mięsne z Fray Bentos do Londynu (na pozycji 48°18′N 5°08′W/48,300000 -5,133333)  .
13 października nieopodal Boulogne-sur-Mer na postawionej przez U-Boota minie zatonął zbudowany w 1891 roku fiński parowiec „Mercator” (2827 BRT), który po wypłynięciu z Dunkierki kierował się na wody kanału La Manche (nikt nie zginął) . 27 października w Cieśninie Kaletańskiej ten sam los spotkał zbudowany w 1903 roku francuski uzbrojony trawler „Blanc Nez” (247 BRT), na którego pokładzie zginęło 17 członków załogi . Nazajutrz w odległości 5 Mm na północny zachód od Przylądka La Hague na minę wszedł również zbudowany w 1899 roku brytyjski statek szpitalny HMHS „Galeka” o pojemności 6772 BRT, który mimo sztrandowania ostatecznie uległ zniszczeniu na pozycji 49°34′N 0°05′E/49,566667 0,083333  . 30 października u wejścia do portu w Cherbourgu ten sam los spotkał zbudowany w 1912 roku francuski uzbrojony trawler „Saint Hubert” (216 BRT), na którego pokładzie zginęło 16 marynarzy .
1 listopada na postawionej przez U-Boota nieopodal Hawru minie zatonął francuski torpedowiec Nr 300 o wyporności 99 ton (zginęło 12 członków załogi okrętu) . 15 listopada w tym samym miejscu uszkodzeń na postawionej przez okręt podwodny minie doznał zbudowany w 1911 roku brytyjski parowiec „Saint Leonards” (4574 BRT), transportujący ładunek zboża z Filadelfii do Hawru . Następnego dnia ofiarą wojennej działalności UC-26 stały się w zachodniej części kanału La Manche dwa parowce: zbudowany w 1913 roku norweski „Joachim Brinch Lund” (1603 BRT), przewożący rudę żelaza na trasie Santander – Sunderland (na pozycji 49°28′N 4°40′W/49,466667 -4,666667, zginęło dziewięć osób)  oraz pochodzący z 1905 roku portugalski „San Nicolao” (2697 BRT), płynący z Lizbony do Hawru (na pozycji 49°20′N 3°46′W/49,333333 -3,766667) . Również 16 listopada koło Hawru na postawioną przez okręt minę wszedł zbudowany w 1913 roku brytyjski uzbrojony trawler HMT „Anthony Hope” (288 BRT). Jednostka zatonęła na pozycji 49°31′N 0°02′W/49,516667 -0,033333 ze stratą dwóch członków załogi . Nazajutrz nieopodal Cherbourga na postawionej przez U-Boota minie uszkodzeń doznał zbudowany w 1900 roku brytyjski parowiec „Monmouth” o pojemności 4078 BRT, przewożący ładunek stali i owsa z Newport News przez Cherbourg do Dunkierki (obyło się bez strat w ludziach) . 19 listopada w odległości 40 Mm na południowy zachód od latarni morskiej Portland Bill UC-26 zatopił zbudowany w 1906 roku norweski parowiec „Finn” (3806 BRT), transportujący węgiel i koks z Newcastle upon Tyne do Genui (na pozycji 50°06′N 2°45′W/50,100000 -2,750000, nikt nie zginął) . Dwa dni później w odległości 20 Mm na północny zachód od Sept Îles okręt zatrzymał i zatopił zbudowany w 1898 roku francuski drewniany trójmasztowy szkuner „Cap Lihou” (252 BRT), przewożący węgiel ze Swansea do Granville . 22 listopada lista bojowych osiągnięć załogi U-Boota powiększyła się o dwa parowce: zbudowany w 1911 roku uzbrojony brytyjski „Brierton” o pojemności 3255 BRT, przewożący zboże z Karaczi do Manchesteru, storpedowany bez ostrzeżenia i zatopiony w odległości 32 Mm na południowy zachód od Ouessant (na pozycji 48°00′N 5°32′W/48,000000 -5,533333, nikt nie zginął)   oraz pochodzący z 1906 roku norweski „Trym” (1801 BRT), transportujący ładunek węgla z Partington do La Rochelle, zatopiony w odległości 9 Mm na północny zachód od latarni morskiej Ar-Men . Następnego dnia w odległości 9 Mm na zachód od latarni morskiej Ar-Men UC-26 zatopił zbudowany w 1882 roku duński parowiec „Dansted” (1492 BRT), przewożący węgiel z Cardiff do Saint-Nazaire (na pozycji 49°01′N 5°32′W/49,016667 -5,533333, bez strat w załodze) . Dwa dni później w okolicy Ouessant okręt zatrzymał i zatopił dwa francuskie żaglowce: zbudowany w 1904 roku „Alfred De Courcy” (164 BRT), płynący z Port Talbot do La Rochelle (na pozycji 48°50′N 5°05′W/48,833333 -5,083333) oraz przewożący węgiel pochodzący z 1889 roku drewniany trójmasztowy szkuner „Malvina” (112 BRT) (na pozycji 48°50′N 5°05′W/48,833333 -5,083333, nikt nie zginął)  . 10 grudnia w odległości 2 Mm na północny wschód od Cherbourga na postawioną przez U-Boota minę wszedł zbudowany w 1909 roku brytyjski parowiec „Strathalbyn” o pojemności 4331 BRT, przewożący ładunek drobnicy z Nowego Jorku do Hawru i zatonął bez strat w ludziach  .

### 1917 rok
28 stycznia 1917 roku u wybrzeży Lincolnshire na postawione przez UC-26 miny weszły trzy parowce: zbudowany w 1905 roku rosyjski „Egret” (4055 BRT), transportujący drewno z Archangielska do Londynu (na pozycji 53°16′N 0°35′E/53,266667 0,583333) , pochodzący z 1883 roku norweski „Argo” (1261 BRT), przewożący ładunek węgla na trasie Kingston upon Hull – Rouen (na pozycji 53°19′N 0°37′E/53,316667 0,616667, na pokładzie zginęło dziewięć osób)  oraz zbudowany w 1913 roku norweski „Heimland I” (505 BRT), transportujący węgiel z Newcastle upon Tyne do Saint-Nazaire (na pozycji 53°18′N 0°37′E/53,300000 0,616667, bez strat w załodze) .
Z dniem 1 lutego, rozkazem szefa sztabu admiralicji niemieckiej z 12 stycznia tego roku, U-Booty należące do czterech flotylli Hochseeflotte, Flotylli Flandria i Flotylli Pola rozpoczęły nieograniczoną wojnę podwodną. W dniach 2–8 lutego okręt odbył rejs bojowy na wodach kanału La Manche, stawiając dwie zagrody minowe. 6 lutego okręt podwodny uniknął staranowania przez zbudowany w 1885 roku brytyjski bocznokołowy parowiec pasażerski „Mona’s Queen” o pojemności 1200 BRT, który w wyniku kolizji uszkodził koła łopatkowe . Nazajutrz na postawionej przez U-Boota nieopodal Hawru minie zatonął zbudowany w 1906 roku francuski uzbrojony trawler „Noella” (277 BRT) .
10 kwietnia w pobliżu Hawru na postawione przez UC-26 miny weszły i na nich zatonęły dwie brytyjskie jednostki: zbudowany w 1911 roku okręt szpitalny HMHS „Salta” (7284 BRT), przewożący artykuły medyczne z Southampton do Hawru (zginęło 86 przebywających na jego pokładzie osób)  oraz pochodzący z 1915 roku okręt patrolowy HMS P26 o wyporności 613 ton (śmierć poniosło 19 członków załogi) . Następnego dnia dowódca U-Boota postawił na wodach nieopodal Cherbourga zagrodę minową i przeprowadził dwa ataki torpedowe na brytyjskie parowce: w odległości 5 Mm na północ od Barfleur został zatopiony zbudowany w 1889 roku „Duchess Of Cornwall” (1706 BRT), płynący z Londynu do Hawru (na pokładzie zginęły 23 osoby wraz z kapitanem)  , a pochodzący z 1904 roku „Branksome Hall” (4262 BRT), transportujący siano i owies z Cork do Cherbourga został uszkodzony (na pozycji 49°43′N 1°42′W/49,716667 -1,700000, bez strat w załodze) . Również 11 kwietnia na postawionej przez okręt podwodny w pobliżu Hawru minie zatonął ze stratą dziewięciu członków załogi zbudowany w 1905 roku brytyjski uzbrojony trawler HMT „Amy” (270 BRT) . Dwa dni później nieopodal Île d’Yeu UC-26 zatopił francuski żaglowiec „Gambetta” (39 BRT) . 14 kwietnia w odległości około 12 Mm na zachód od Hourtin okręt zatopił płynący w liczącym 20 statków konwoju zbudowany w 1896 roku hiszpański parowiec „Tom” o pojemności 2413 BRT, przewożący rudę żelaza z Bilbao do Cardiff (na pozycji 45°05′N 1°30′W/45,083333 -1,500000, nikt nie zginął) . Cztery dni później, w drodze powrotnej do bazy, U-Boot zatopił w pobliżu latarni morskiej l’île Vierge zbudowany w 1903 roku francuski żaglowiec „Surcouf” (195 BRT) . 19 kwietnia w odległości 15 Mm na południowy wschód od Newhaven załoga okrętu zatrzymała i po ewakuacji załogi zatopiła ogniem artyleryjskim zbudowany w 1912 roku brytyjski szkuner ze stalowym kadłubem „Senator Dantziger” o pojemności 164 BRT, transportujący retorty z Dublina do Dieppe  .
30 kwietnia okręt wyszedł z Zeebrugge w rejs na wody kanału La Manche, gdzie postawił kilka zagród minowych. 2 maja nieopodal Hawru UC-26 zatopił zbudowany w 1910 roku norweski parowiec „Certo” o pojemności 1629 BRT, płynący z ładunkiem węgla z Newcastle upon Tyne do Hawru (obyło się bez strat ludzkich) . Tego dnia na tych samych wodach na postawioną przez okręt podwodny minę wszedł też zbudowany w 1903 roku brytyjski niszczyciel HMS „Derwent” o wyporności 555 ton, który zatonął ze stratą 58 członków załogi na pozycji 49°31′N 0°02′W/49,516667 -0,033333 . 3 maja u wejścia do portu w Cherbourgu na postawionej przez U-Boota minie zatonął też zbudowany w 1913 roku uzbrojony brytyjski parowiec „Ussa” (2066 BRT), przewożący siano i wozy z Manchesteru do Cherbourga (na pozycji 49°41′N 1°39′W/49,683333 -1,650000, bez strat w załodze)  . 8 maja na wodach w pobliżu Cherbourga okręt zatrzymał i zatopił zbudowany w 1877 roku brytyjski drewniany kecz „Iris” o pojemności 75 BRT, który wypłynął z Hawru pod balastem (zginęło czterech członków załogi wraz z kapitanem)  .
W nocy z 8 na 9 maja 1917 roku powracający do bazy na powierzchni okręt został nieopodal Calais wykryty przez trzy brytyjskie niszczyciele i mimo rozpoczęcia manewru alarmowego zanurzenia został staranowany, a następnie obrzucany bombami głębinowymi przez niszczyciel HMS „Milne” . UC-26 zatonął na pozycji 51°03′N 1°40′E/51,050000 1,666667 i osiadł na dnie na głębokości 40 metrów, po czym wrak zdołało opuścić ośmiu członków załogi. Niszczyciel „Milne” uratował tylko dwóch rozbitków, co oznaczało, że w katastrofie zginęło 26 członków załogi U-Boota .

### Podsumowanie działalności bojowej
SM UC-26 wykonał łącznie dziewięć misji bojowych, podczas których za pomocą min, torped i ładunków wybuchowych zatopił 36 statków o łącznej pojemności 60 213 BRT i trzy okręty o łącznej wyporności 1267 ton, a pięć statków o łącznej pojemności 17 784 BRT zostało uszkodzonych . Na pokładach zatopionych i uszkodzonych jednostek zginęło co najmniej 267 osób, w tym 86 na brytyjskim okręcie szpitalnym HMHS „Salta”  . Pełne zestawienie strat przedstawia poniższa tabela :
| Data                 | Nazwa                 | Państwo            | Tonaż       | Los jednostki |
| -------------------- | --------------------- | ------------------ | ----------- | ------------- |
| 23 września 1916     | „Prinsessan Ingeborg” | Szwecja            | 3670        | uszkodzony    |
| 30 września 1916     | „Maywood”             | Wielka Brytania    | 1188        | zatopiony     |
| 30 września 1916     | „William George”      | Wielka Brytania    | 151         | zatopiony     |
| 1 października 1916  | „Vanellus”            | Wielka Brytania    | 1797        | zatopiony     |
| 1 października 1916  | „Villebois Mareuil”   | Francja            | 32          | zatopiony     |
| 3 października 1916  | „Ada”                 | Norwegia           | 1111        | zatopiony     |
| 4 października 1916  | „Risholm”             | Norwegia           | 2550        | zatopiony     |
| 5 października 1916  | „Isle of Hastings”    | Wielka Brytania    | 1575        | zatopiony     |
| 13 października 1916 | „Mercator”            | Wlk. Ks. Finlandii | 2827        | zatopiony     |
| 27 października 1916 | „Blanc Nez”           | Marine nationale   | 247         | zatopiony     |
| 28 października 1916 | HMHS „Galeka”         | Royal Navy         | 6772        | zatopiony     |
| 30 października 1916 | „Saint Hubert”        | Marine nationale   | 216         | zatopiony     |
| 1 listopada 1916     | Nr 300                | Marine nationale   | 99          | zatopiony     |
| 15 listopada 1916    | „Saint Leonards”      | Wielka Brytania    | 4574        | uszkodzony    |
| 16 listopada 1916    | HMT „Anthony Hope”    | Royal Navy         | 288         | zatopiony     |
| 16 listopada 1916    | „Joachim Brinch Lund” | Norwegia           | 1603        | zatopiony     |
| 16 listopada 1916    | „San Nicolao”         | Portugalia         | 2697        | zatopiony     |
| 17 listopada 1916    | „Monmouth”            | Wielka Brytania    | 4078        | uszkodzony    |
| 19 listopada 1916    | „Finn”                | Norwegia           | 3806        | zatopiony     |
| 21 listopada 1916    | „Cap Lihou”           | Francja            | 252         | zatopiony     |
| 22 listopada 1916    | „Brierton”            | Wielka Brytania    | 3255        | zatopiony     |
| 22 listopada 1916    | „Trym”                | Norwegia           | 1801        | zatopiony     |
| 23 listopada 1916    | „Dansted”             | Dania              | 1499        | zatopiony     |
| 25 listopada 1916    | „Alfred De Courcy”    | Francja            | 164         | zatopiony     |
| 25 listopada 1916    | „Malvina”             | Francja            | 112         | zatopiony     |
| 10 grudnia 1916      | „Strathalbyn”         | Wielka Brytania    | 4331        | zatopiony     |
| 28 stycznia 1917     | „Egret”               | Imperium Rosyjskie | 4055        | zatopiony     |
| 28 stycznia 1917     | „Argo”                | Norwegia           | 1261        | zatopiony     |
| 28 stycznia 1917     | „Heimland I”          | Norwegia           | 505         | zatopiony     |
| 6 lutego 1917        | „Mona’s Queen”        | Wielka Brytania    | 1200        | uszkodzony    |
| 7 lutego 1917        | „Noella”              | Marine nationale   | 277         | zatopiony     |
| 10 kwietnia 1917     | HMS P26               | Royal Navy         | 613         | zatopiony     |
| 10 kwietnia 1917     | HMHS „Salta”          | Royal Navy         | 7284        | zatopiony     |
| 11 kwietnia 1917     | HMT „Amy”             | Royal Navy         | 270         | zatopiony     |
| 11 kwietnia 1917     | „Branksome Hall”      | Wielka Brytania    | 4262        | uszkodzony    |
| 11 kwietnia 1917     | „Duchess of Cornwall” | Wielka Brytania    | 1706        | zatopiony     |
| 13 kwietnia 1917     | „Gambetta”            | Francja            | 39          | zatopiony     |
| 14 kwietnia 1917     | „Tom”                 | Hiszpania          | 2413        | zatopiony     |
| 18 kwietnia 1917     | „Surcouf”             | Francja            | 195         | zatopiony     |
| 19 kwietnia 1917     | „Senator Dantziger”   | Wielka Brytania    | 164         | zatopiony     |
| 2 maja 1917          | „Certo”               | Norwegia           | 1629        | zatopiony     |
| 2 maja 1917          | HMS „Derwent”         | Royal Navy         | 555         | zatopiony     |
| 3 maja 1917          | „Ussa”                | Wielka Brytania    | 2066        | zatopiony     |
| 8 maja 1917          | „Iris”                | Wielka Brytania    | 75          | zatopiony     |
| RAZEM                | RAZEM                 | zatopione:         | zatopione:  | 39            |
| RAZEM                | RAZEM                 | uszkodzone:        | uszkodzone: | 5             |